# Xenon-136
Xenon-136 of 136Xe is een zeer langlevende radioactieve isotoop van xenon, een edelgas. De abundantie op Aarde bedraagt 8,87%. 
Xenon-136 ontstaat onder meer bij het radioactief verval van jodium-136 en jodium-137.
{\displaystyle {\ce {{^{136}_{53}I}->{^{136}_{54}Xe}+{e^{-}}+{\bar {\nu }}_{e}}}}
De isotoop wordt ervan verdacht via een dubbel bètaverval te vervallen tot de stabiele isotoop barium-136.
{\displaystyle {\ce {{^{136}_{54}Xe}->{^{136}_{55}Cs}+{e^{-}}+{\bar {\nu }}_{e}}}}
{\displaystyle {\ce {{^{136}_{55}Cs}->{^{136}_{56}Ba}+{e^{-}}+{\bar {\nu }}_{e}}}}
Xenon-136 bezit echter een halfwaardetijd van 2,11 triljard jaar en kan dus de facto als stabiel beschouwd worden. Dit vanwege het feit dat de halfwaardetijd miljoenen malen groter is dan de leeftijd van het universum. Het verval van xenon-136 is dan ook nooit waargenomen.
109Xe · 110Xe · 111Xe · 112Xe · 113Xe · 114Xe · 115Xe · 116Xe · 117Xe · 118Xe · 119Xe · 120Xe · 121Xe · 122Xe · 123Xe · 123mXe · 124Xe · 125Xe · 125m1Xe · 125m2Xe · 126Xe · 127Xe · 127mXe · 128Xe · 129Xe · 129mXe · 130Xe · 131Xe · 131mXe · 132Xe · 132mXe · 133Xe · 133mXe · 134Xe · 134m1Xe · 134m2Xe · 135Xe · 135mXe · 136Xe · 136mXe · 137Xe · 138Xe · 139Xe · 140Xe · 141Xe · 142Xe · 143Xe · 144Xe · 145Xe · 146Xe · 147Xe · 148Xe